# Jakab Kauser
Jakab Kauser (Budapest, 22 marzo 1878 – Budapest, 27 giugno 1925) è stato un astista ungherese.
Figlio di un noto architetto di Budapest, Kauser partecipò ai Giochi della II Olimpiade di Parigi del 1900 nella gara di salto con l'asta, in cui arrivò quarto saltando 3,10 metri.